# Сейлхърст
Сейлхърст (на английски: Salehurst) е село в окръг Родър, графство Източен Съсекс, Англия, част от селската община Сейлхърст и Робъртсбридж. Намира се непосредствено на югоизток от по-голямото село Робъртсбридж, с което е свързано чрез малко шосе. Отстои на около 21 км от Хейстингс, източно от магистрала A21.
Първото свидетелство за съществуването на Сейлхърст е от Книгата на Страшния съд (1086 г.). Наблизо се намира замъкът Боудиъм, известна туристическа атракция.